# Comuna Veselohorivka, Perevalsk
Veselohorivka (în ucraineană Веселогорівка) este o comună în raionul Perevalsk, regiunea Luhansk, Ucraina, formată din satele Nadarivka, Olenivka, Polove, Stepanivka și Veselohorivka (reședința).

## Demografie
Componența lingvistică a comunei Veselohorivka
     Ucraineană (58,33%)
     Rusă (41,26%)
     Alte limbi (0,36%)
Conform recensământului din 2001, majoritatea populației comunei Veselohorivka era vorbitoare de ucraineană (58,33%), existând în minoritate și vorbitori de rusă (41,26%).